# Raționalism critic
Raționalismul critic reprezintă concepția epistemologică filozofică dezvoltată de filosoful englez de origine austriacă Karl Popper, care exprimă convingerea că rațiunea, în problema cunoașterii empirice, nu poate avea o funcțiune riguros demonstrativă, ci una de atitudine critică. Rațiunea nu legitimează adevărul unei teorii, ea este implicată în critica teoriei însăși și are astfel sarcina de a individualiza eventualele erori ascunse în cuprinsul teoriei respective. Dacă aserțiunile de bază nu vin în contradicție cu experiența, sau dacă tentativa rațiunii de a falsifica coordonatele expuse nu are  un rezultat pozitiv, înseamnă că teoria este adevărată, cel puțin în mod provizoriu, ținând seama de faptul că afirmațiile considerate în prezent adevărate pot fi în viitor anulate, prin acumularea de noi cunoștințe empirice. Popper ilustrează astfel propria sa atitudine, care recunoaște " că eu mă pot înșela, că tu s-ar putea să ai dreptate, că noi împreună am putea probabil să descoperim drumul spre adevăr". El exprimă un punct de vedere prudent optimist, considerând că toate cunoștințele empirice sunt incerte, fără a nega existența unui adevăr absolut. Aceste concepții sunt expuse în special în operele The Open Society and its Enemies ("Societatea deschisă și inamicii ei", 1945), Conjectures and Refutations ("Prezumții și infirmări", 1963), In Search of a Better World ("În căutarea unei lumi mai bune", 1984).

## Generalități
Raționalismul critic își asumă sarcina de a găsi metoda cu care problemele științei sau ale societății pot fi investigate în mod nedogmatic, sistematic și rațional. Pentru aceasta, caută o soluție prin care - pe de o parte - se poate alege între absolutizarea științei (scientism) și opinia după care știința trebuie dezvoltată pe date pozitive (pozitivism), iar - pe de altă parte - între punctul de vedere conform căruia adevărul depinde de unghiul din care este privit (relativism) și opinia după care adevărul este abandonat hazardului, în cazul imposibilității găsirii unor dovezi plauzibile (scepticism).
Raționalismul critic pornește de la convingerea existenței lumei reale, existență independentă de capacitatea umană de cunoaștere. Datorită imperfecțiunii mecanismului de percepție, această capacitate este însă limitată, în asemenea măsură încât omul nu poate afirma cu certitudine definitivă că experiențele și opiniile sale corespund într-adevăr realității (teză întâlnită și în realismul critic). El trebuie să admită că fiecare din încercările sale de rezolvare a unei probleme poate fi principial falsă ("conceptul de failibilitate", în engleză: fallibilism, de la fallibility = posibilitatea de a se înșela). Acest fapt implică - pe de o parte - un permanent examen critic al convingerilor și presupunerilor, iar - pe de alta - folosirea cu precădere a unor procedee metodice și raționale în rezolvarea problemelor realității (raționalism metodic). Raționalismul critic, de exemplu, nu se întreabă cum poate fi dovedită valabilitatea unei teorii științifice, ci caută să descopere dacă teoria respectivă nu conține erori și ce anume trebuie întreprins în cazul descoperirii unei aserțiuni eronate.
Până la Karl Popper, în problema cunoașterii științifice se considera că argumentarea unei teorii ar putea fi posibilă prin metoda inducției, adică prin generalizarea unui fapt, pornind de la observații individuale. Raționalismul critic neagă eficiența inducției și propune ca alternativă metoda "falsificării", ceea ce înseamnă descoperirea unor exemple contrarii, prin experimente și observație.
Punctul de vedere al raționalismului critic în problemele politicii nu diferă de cel din cunoașterea științifică. Se consideră că pe primul plan nu se situează metoda găsirii celei mai bune conduceri politice pentru realizarea unor condiții ideale, mult mai importantă este obținerea - când este cazul - a unor metode eficace pentru îndepărtarea cu mijloace lipsite de violență a unui conducător rău și restabilirea unor condiții social-politice normale. Și în problemele morale, importantă nu este fundamentarea unor norme, ci mai de grabă ameliorarea regulilor existente și eliminarea oricărei dogme. Raționalismul critic propune o societate deschisă, pluralistă și tolerantă, în care oamenii sunt liberi, cu un sens individual în problemele actualității și ale viitorului, în care conflictele să fie rezolvate prin discuții și apel la rațiune. În consecință, se combate orice fel de punere sub tutelă de către o autoritate, se condamnă intoleranța și ideologiile, totalitarismul sub orice formă și iraționalismul.

## Filosofia științei

### Falsificabilitate
Intenția obținerii unor aserțiuni valabile cu ajutorul teoriilor duce în mod obligatoriu la necesitatea recunoașterii realității. În lucrarea sa "Logik der Forschung" ("Logica cercetării", Viena 1934), Karl Popper dezvoltă "Teoria falsificării" drept condiție fundamentală a cercetării științifice. În contrast cu reprezentanții "Cercului vienez", Popper respinge principiul inducției, pentru că, de regulă, în special în domeniul științelor naturii, nu este niciodată posibil să se cerceteze și să se experimenteze toate cazurile sau ipostazele din natură. De aceea, niciun sistem științific nu poate pretinde a fi în mod absolut și pentru toate timpurile valabil (principiul "failibilității"). Se pot emite, cel mult, prezumții sau ipoteze de lucru cu caracter de model provizoriu prin care, în cel mai bun caz, se formulează probabilități. Este suficientă o singură abatere pentru infirmarea unei ipoteze, care rămâne numai atât timp adevărată, până când este invalidată (dovedită "falsă").
Falsificabilitatea reprezintă, în concepția lui Popper, metoda de descoperire a  adevărului fără a se recurge la inducție sau la principiul regularității fenomenelor, întrucât teoriile empirice nu sunt decisive. Această metodă oferă în același timp o soluție alternativă în problema demarcării științelor empirice de tezele metafizice. Scopul raționalismului critic constă în acest caz, în furnizarea unui instrument rațional, sistematic și obiectiv pentru verificarea teoriilor științifice, cu ajutorul criteriului falsicabilității. Afirmațiile care nu sunt falsificabile, nu pot fi deci infirmate, nu aparțin științelor empirice, sunt metafizice. Este adevărat că, în anumite domenii, cum ar fi astronomia sau fizica nucleară, prin faptul că nu sunt posibile totdeauna experiențe adecvate, nu se pot face observații directe. Tot astfel, axiomele matematice nu sunt falsificabile. Infirmarea unei axiome nu este posibilă decât  prin crearea unui alt sistem: axioma liniilor paralele își păstrează valabilitatea în geometria euclidiană, infirmarea ei a dus la dezvoltarea unei alte geometrii - geometria neeuclidiană neliniară -, fără de care nu ar fi fost posibilă enunțarea teoriei relativității. Aceasta nu a înseamnat însă falsificarea geometriei euclidiene.

### Progresul cunoașterii științifice
În știință nu se pot face progrese prin acel tip de experiențe, care nu fac decât să verifice legi încă valabile, ci prin probe, care dovedesc "falsitatea" lor și, în consecință, conduc la formularea de noi ipoteze. Teoriile, care în mod sistematic nu admit nicio contradicție, respingând probele evidente constatate empiric, sunt pseudoștiințifice și capătă astfel - datorită unor interese de grup, partinice, fanatismului sau nepăsării - un caracter ideologic, dogmatic (Exemplu: teoria marxist-leninistă).
Cu fiecarea falsificare rezultă o modificare a teoriilor existente sau enunțarea unor noi teorii, valabile atât timp cât nu dovedesc trăsături false. Fiecare nouă teorie este permanent "pusă la probă". Progresul cunoașterii este cu atât mai mare, cu cât o teorie este mai îndrăzneață, întrucât astfel este pasibilă de o nouă falsificabilitate, ceea ce implică necesitatea altor experimente, furnizoare de noi cunoștințe. În cadrul acestui proces se obține un nivel tot mai înalt al cunoașterii. În caz contrar, noua teorie n-ar conține o cantitate mai mare de informație față de cea precedentă, în loc de progres al cunoașteri, ar rezulta o situație tautologică.

### Înțelegerea
În timp ce progresul cunoștințelor furnizează teorii care clarifică fapte reale, înțelegerea rezultă din reconstrucția istorică a problemei, pentru care a fost enunțată teoria respectivă. Scopul înțelegerii este, prin urmare, emiterea unei noi teorii, care descrie o problemă ce necesită o soluție. Descoperirea unei soluții reprezintă ea însăși o încercare de rezolvare a unei alte probleme, care - la rândul ei - devine accesibilă capacității de înțelegere. Prin aceasta, Popper ia poziție împotriva metodei hermeneutice a psihologizării, lipsită de obiectivitate, întrucât totul este redus la motive individuale, și - în același timp - împotriva istorismului, care încearcă să explice fenomenele prin necesitatea istorică și, în consecință, poate duce la dogmatism.

### Cunoașterea obiectivă
Progresul cunoștințelor și înțelegerea dezvoltării teoriilor alcătuiesc împreună o teorie a cunoașterii, care admite că nu este posibilă o perspectivă globală a problemelor. În consecință, fiecare ipoteză precum și verificarea oricărei teorii științifice sunt motivate de un interes, care derivă din încercarea soluționării unei probleme. Alegerea faptelor de observat și studiat depinde în mare măsură de interesul cercetătorului, care își selecționează  metodele și instrumentele corespunzătoare realizării acestui interes. Faptele care nu se situează în focarul observației sale, pot fi cu ușurință neglijate. Cu toate acestea, Popper admite posibilitatea unei cunoașteri obiective, datorită faptului că rezultatele cercetării sunt verificabile și reproductibile. Lumea materială și lumea cunoașterii obiective, mediate de conștiința umană, reprezintă împreună o realitate obiectivă.

## Societatea deschisă
Raționalismul critic preconizează o societate deschisă. Numai în societatea care nu este legată de dogme sau reguli de viață rigide, sunt posibile reforme și o alegere liberă între alternative. Popper respinge în mod critic teoria statului a lui Platon din Politeia, precum și dialectica socială a lui Hegel și Marx, întrucât au caracter dogmatic și nu admit nicio critică. Afirmațiile marxismului asupra viitorului (de ex.: prezicerea unei societăți comuniste fără clase) sunt încărcate de dogme, nu corespund realității istorice și au în consecință un caracter pseudoștiințific. Teoria conform căreia mersul istoriei ar fi determinat de legi proprii independente de intervențiile oamenilor, mers care poate fi însă prevăzut de un mare gânditor în posesia cunoașterii acestor legi, este supusă istorismului și are un caracter teleologic. Teleologia este în istoria societății tot atât de falsă, ca și ambiția cunoașterii unui adevăr absolut în științele naturii. Definirea unui ideal social, către care tinde evoluția istoriei, are drept consecință ideologică obligativitatea oricăror mijloace pentru ajungerea la acest ideal. Conducerea oamenilor cu forța în direcția acestui scop, oricât  de bun ar fi el, nu poate avea loc decât prin abuz de putere și intoleranță. Rezultatul este un regim totalitar, indiferent de culoarea politică, nazist sau stalinist.
Singura alternativă rațională o reprezintă societatea deschisă, în care democrația este insituționalizată. Democrația nu trebuie însă înțeleasă în sensul literal simplist ca "putere a poporului", ci ca o instituție, în care este posibilă controlul conducătorilor, respectiv al guvernelor, care pot fi cu ușurință schimbate - în condiții date - fără recurgere la forță.

## Reprezentanți ai raționalismului critic
Raționalismul critic a fost inițiat de Karl Popper în cursul confruntărilor cu teoria științei și cu filosofia socială. În cadrul acestei direcții în gândirea filosofică există variații, în parte divergente, care uneori se deosebesc în mod esențial de punctele de vedere expuse în operele lui Popper.
William Bartley analizează în opera sa principală, The Retreat to Commitment ("Refugiul în îndatorire", 1962) problema aplicării raționalismului critic asupra lui însuși, dacă el corespunde propriilor sale exigențe și, în consecință, dacă poate fi acceptat fără a pierde din propria lui integritate. Raționalismul critic, fiind un mod de examinare al problemelor și nu o teorie, nu este falsificabil, el poate fi însă supus criticilor.
Hans Albert a dezvoltat raționalismul critic în domeniul științelor sociale și umanistice în opera sa principală, Traktat über kritische Vernunft ("Tratat asupra rațiunii critice", 1968). David Miller reunește pozițiile lui Bartley și Albert, dezvoltându-le mai departe.
Joseph Agassi s-a ocupat mai ales cu problemele de bază ale raționalității, în timp ce Gerhard Vollmer încearcă să reunească reționalismul critic cu naturalismul. Imre Lakatos propune o formă diversă, conservativă a raționalismului critic, care țintește în special miezul unui program de cercetare. Variante cu elemente ale strategiei clasice de justificare se găsesc în lucrările lui John W. Watkins și Alan Musgrave. Adolf Grünbaum și Wesley C. Salmon dezvoltă teme divergente cu acceptarea unor elemente inductivistice.

## Opinii critice
Deși principiul falsificabilității propus de Karl Popper este util pentru a deosebi discipline științifice autentice de pseudo-științe (cum sunt astrologia, frenologia, homeopatia etc), în practică falsificarea ipotezelor științifice nu e prezentă în arsenalul de zi cu zi al cercetării. Mai degrabă, cunoașterea științifică avansează datorită acumulărilor de fapte de observație sau experimentale și formulărilor teoretice care derivă din acestea. Pe măsură ce tot mai multe noi fapte experimentale sunt descoperite și pe măsură ce progresele tehnologice permit măsurători din ce în ce mai precise, unele din aceste date experimentale vin în contradicție cu ("falsifică") teoriile general acceptate. De cele mai multe ori aceste descoperiri/falsificări nu sunt intenționate și au loc inconștient în cursul proceselor științifice obișnuite. Această viziune a evoluției științei în etape constituite din acumulări cantitative urmate de modificări "revoluționare", în care paradigma științei se schimbă în mod fundamental, a fost formulată de către Thomas Kuhn în The Structure of Scientific Revolutions ("Structura revoluțiilor științifice", 1962).
Imre Lakatos respinge perspectiva falsificaționismului naiv, conform căruia teoriile trebuie infirmate în totalitatea lor, dacă sunt falsificate prin rezultate experimentale sau observații empirice. Mai degrabă se păstrează în mod conștient sau inconștient convingerile de bază, care alcătuiesc așa numitul nucleu al programului de cercetare, și numai afirmațiile din afara acestui nucleu sunt modificate.
Adversari ai "fallibilismului" (principiul failibilității) sunt Wolfagang Kuhlmann și Karl-Otto Apel, de pe poziția tezelor "rațiunii ultime" (în limba germană: Letztbegründung), care propun ca rațiune ultimă pe calea investigării adevărului posibilitatea comunicării prin limbaj, un patrimoniu care precede orice discuție speculativă.
Jürgen Habermas reproșează raționalismului critic faptul de a nu fi suficient de autoreflexiv, ceea ce îl apropie de pozițiile pozitiviste. Joachim Hoffmann apără metodologia inducției și istoricismul și respinge teza unei societăți deschise durabile.